# エイメ・クン
エメ・クンもしくはエメ・クンク（Aymé Kunc, 1877年1月20日 トゥールーズ - 1958年 トゥールーズ）はフランスの作曲家・指揮者・教育者。1914年から1944年までトゥールーズ音楽院の院長を務めた。

## 略歴
トゥールーズ大聖堂の教会楽長であった父アロイス・クン（Aloys Cunq）を父に、トゥールーズにおいて12人兄弟の大家族に生まれる。家庭環境は音楽的で、母親はパリ音楽院でルイーズ・ファランクとセザール・フランクに師事しており、長兄はニーデルメイエ宗教音楽学校を修了後にパリで教会オルガニストを歴任した。
両親から音楽の早期教育を施された後、地元の大聖堂の附属学校に通い、早くも父の作風を真似ていくつか宗教曲を作曲した。その後トゥールーズ音楽院に進んでデオダ・ド・セヴラックと同期生となり、1894年にはソルフェージュやピアノ、和声法で受賞している。1895年にパリ音楽院に入学し、作曲をシャルル・ルヌヴーに師事する。1902年に5度目の挑戦でローマ大賞作曲部門を受賞した。この時の敗者がモーリス・ラヴェルであった。ローマ留学中は、メディチ荘でフローラン・シュミットやアンドレ・カプレと知り合い、親交を結んだ。
1907年に帰国すると、パリのアポロ劇場のオーケストラの指揮者に就任した。1911年には、サン＝サーンスの誘いに乗ってオペラを完成させたが、その後はオペラを作曲していない。1914年にトゥールーズ音楽院の院長に迎えられ、30年にわたって学校の運営を監督した。1927年にはワーグナーの楽劇《ニーベルングの指環》の、1928年には同じくワーグナーの《パルジファル》のトゥールーズ初演を指揮している。
1944年に教育界と演奏界から引退するが、それまではトゥールーズ放送局でも指揮者として活動した。晩年は作曲と旧作の校訂に取り組んだ。

## 作風
声楽曲、とりわけ宗教曲の作曲家であるとともに、管弦楽曲や室内楽も手懸けている。ドビュッシーやピエルネ、デュカ、サティ、ルーセルよりも後に生まれた世代だが、極端な半音階技法や和声とリズムの冒険を避け、旋律の優位を遵守するなど、時流と距離を置いた作風を採った。教育者として活動するためパリから地方に移ったことにより、中央の楽壇との接点をほとんど持たなかったという点や、同世代に比べてより伝統的・保守的な音楽趣味を持っていたという点では、ギィ・ロパルツやポール・ラドミローと似ている。
1996年よりエイメ・クン協会（Association Aymé-Kunc）によって、忘れられた作品の再発掘が進められており、例えば1999年には、《聖セシリアのミサ曲（Messe de Sainte-Cécile）》が録音されている。

## 註記
1. ↑  家系はボヘミア系であって、「クンツ」とするのが正しいとする説がある（このサイトなど）。但し、父親の姓の綴りから見て、当時すでに語末の「c」を【ts】とする読み方が通用しなくなっていたものと推測される。
2. ↑  親子で姓の綴りが違っているのは、父親が姓の綴りを変えていたためである（Pélaprat）。
3. ↑  Catherine Kauffman-Saint-Martin, in Le dictionnaire de Toulouse, Nouvelles Ed. Loubatières 2004

## 参考資料
- Notes par Emmanuel Pélaprat sur le disque, AYME KUNC, Œuvres vocales [SOLSTICE : SOCD 164] (1999)